# 379-я стрелковая дивизия
379-я стрелковая Режицкая дивизия — воинское соединение РККА, принимавшее участие в Великой Отечественной войне в составе 30 армии, 2-й Ударной армии, 8-й армии, 6-й гвардейской армии, 3-й Ударной армии.

## Почётные наименования и награды дивизии и войсковых частей, входивших в её состав
- 9 августа 1944 года — «Режицкая» — почётное наименование присвоено приказом Верховного Главнокомандующего № 0253 от 9 августа 1944 года за отличие в боях за овладение городом Режица

Награды частей дивизии:
- 934 артиллерийский Краснознамённый полк

 (22 февраля 1943 года — за образцовое выполнение боевых заданий командования па фронте борьбы с немецкими захватчиками и проявленные при этом доблесть и мужество)

## Состав
- 1253 стрелковый полк
- 1255 стрелковый полк
- 1257 стрелковый полк
- 934 артиллерийский полк
- 247 отдельный истребительно-противотанковый дивизион
- 658 отдельный зенитный артиллерийский дивизион (до 15 января 1942 года)
- 264 зенитная батарея (с 15 января 1942 года по 14 марта 1943 года)
- 433 отдельная разведывательная рота
- 434 отдельный сапёрный батальон
- 822 отдельный батальон связи (822 отдельная рота связи)
- 456 медико-санитарный батальон
- 449 отдельная рота химической защиты
- 486 автотранспортная рота
- 225 полевая хлебопекарня
- 794 дивизионный ветеринарный лазарет
- 1445 полевая почтовая станция
- 744 полевая касса Государственного банка СССР

Периоды вхождения в состав Действующей армии:
- 4 декабря 1941 года — 29 декабря 1942 года
- 4 января 1943 года — 29 сентября 1943 года
- 12 октября 1943 года — 31 декабря 1944 года

Перечень № 5 Стрелковых, горнострелковых, мотострелковых и моторизованных дивизий, входивших в состав действующей армии в годы Великой Отечественной войны 1941—1945 гг. / А. П. Покровский. — М.: Министерство обороны, 1956. — 218 с.

## Подчинение
| Дата             | Фронт (округ)           | Армия                  | Корпус                             | Примечания |
| ---------------- | ----------------------- | ---------------------- | ---------------------------------- | ---------- |
| 01.12. 1941 года | Западный фронт          | 30-я армия             | -                                  | -          |
| 01.01. 1942 года | Калининский фронт       | 30-я армия             | -                                  | -          |
| 01.02. 1942 года | Калининский фронт       | 31-я армия             | -                                  | -          |
| 01.03. 1942 года | Калининский фронт       | 30-я армия             | -                                  | -          |
| 01.04. 1942 года | Калининский фронт       | 30-я армия             | -                                  | -          |
| 01.05. 1942 года | Калининский фронт       | 30-я армия             | -                                  | -          |
| 01.06. 1942 года | Калининский фронт       | 30-я армия             | -                                  | -          |
| 01.07. 1942 года | Калининский фронт       | 30-я армия             | -                                  | -          |
| 01.08. 1942 года | Калининский фронт       | 30-я армия             | -                                  | -          |
| 01.09. 1942 года | Западный фронт          | 30-я армия             | -                                  | -          |
| 01.10. 1942 года | Западный фронт          | -                      | -                                  | -          |
| 01.11. 1942 года | Западный фронт          | -                      | -                                  | -          |
| 01.12. 1942 года | Западный фронт          | 5-я армия              | -                                  | -          |
| 01.01. 1943 года | Волховский фронт        | -                      | -                                  | -          |
| 01.02. 1943 года | Волховский фронт        | 2-я Ударная армия      | -                                  | -          |
| 01.03. 1943 года | Ленинградский фронт     | 2-я Ударная армия      | -                                  | -          |
| 01.04. 1943 года | Волховский фронт        | 8-я армия              | -                                  | -          |
| 01.05. 1943 года | Волховский фронт        | 8-я армия              | -                                  | -          |
| 01.06. 1943 года | Волховский фронт        | 8-я армия              | -                                  | -          |
| 01.07. 1943 года | Волховский фронт        | 8-я армия              | -                                  | -          |
| 01.08.1943 года  | Волховский фронт        | 8-я армия              | -                                  | -          |
| 01.09.1943 года  | Волховский фронт        | 8-я армия              | -                                  | -          |
| 01.10.1943 года  | Резерв Ставки ВГК       | -                      | 93-й стрелковый корпус             | -          |
| 01.11.1943 года  | 2-й Прибалтийский фронт | 3-я Ударная армия      | 93-й стрелковый корпус             | -          |
| 01.12.1943 года  | 2-й Прибалтийский фронт | 6-я гвардейская армия  | 97-й стрелковый корпус             | -          |
| 01.01.1944 года  | 2-й Прибалтийский фронт | 6-я гвардейская армия  | 96-й стрелковый корпус             | -          |
| 01.02.1944 года  | 2-й Прибалтийский фронт | 6-я гвардейская армия  | 23-й гвардейский стрелковый корпус | -          |
| 01.03.1944 года  | 2-й Прибалтийский фронт | 10-я гвардейская армия | 93-й стрелковый корпус             | -          |
| 01.04.1944 года  | 2-й Прибалтийский фронт | 3-я Ударная армия      | 90-й стрелковый корпус             | -          |
| 01.05.1944 года  | 2-й Прибалтийский фронт | 3-я Ударная армия      | -                                  | -          |
| 01.06.1944 года  | 2-й Прибалтийский фронт | 3-я Ударная армия      | -                                  | -          |
| 01.07.1944 года  | 2-й Прибалтийский фронт | 3-я Ударная армия      | 93-й стрелковый корпус             | -          |
| 01.08.1944 года  | 2-й Прибалтийский фронт | 3-я Ударная армия      | 93-й стрелковый корпус             | -          |
| 01.09.1944 года  | 2-й Прибалтийский фронт | 42-я армия             | 93-й стрелковый корпус             | -          |
| 01.10.1944 года  | 2-й Прибалтийский фронт | 22-я армия             | 93-й стрелковый корпус             | -          |
| 01.11.1944 года  | 2-й Прибалтийский фронт | 3-я Ударная армия      | 14-й гвардейский стрелковый корпус | -          |
| 01.12.1944 года  | 2-й Прибалтийский фронт | 3-я Ударная армия      | 14-й гвардейский стрелковый корпус | -          |

## Командиры
- Чистов, Владимир Афанасьевич, полковник, генерал-майор (с 21 мая 1942 года), с 1 сентября 1941 по 9 июля 1942 года
- Щеглов, Иван Фомич, подполковник, с 9 июля 1942 года по 7 августа 1942 года
- Симонов, Николай Васильевич, полковник, с 8 марта 1943 года по 23 января 1944 года
- Болотручук, Прокопий Кузьмич, полковник, с 1 января 1944 года по 31 августа 1944 года
- Козлов, Михаил Васильевич, полковник, с 31 августа 1944 года по 31 января 1945 года

## Отличившиеся воины дивизии
Герои Советского Союза
- Алымов, Алексей Михайлович, младший сержант, командир отделения пулемётной роты 1255-го стрелкового полка.
- Трофимов, Владимир Васильевич, красноармеец, стрелок 1255-го стрелкового полка.

 Кавалеры ордена Славы трёх степеней
- Болтаев, Газиз Минеевич, сержант, командир орудийного расчёта 247 отдельного истребительно-противотанкового дивизиона
- Клюкин, Павел Григорьевич, старшина, командир отделения 1255 стрелкового полка
- Родионов, Павел Иванович, старший сержант, командир отделения 433 отдельной разведывательной роты
- Селезнёв, Владимир Иванович, рядовой, разведчик взвода пешей разведки 1257 стрелкового полка
- Трухин, Сергей Кириллович, старшина, помощник командира взвода пешей разведки 1253 стрелкового полка
- Тукаев, Рифкат Галимзянович, старшина, командир отделения 433 отдельной разведывательной роты